# Vörös Khmer
A Vörös Khmer mozgalom (khmerül: ខ្មែរក្រហម, Khmer Kraham; franciául: Khmers rouges) azoknak a kambodzsai kommunistáknak a ragadványneve, akik Pol Pot vezetésével az 1970-es évek legvéresebb diktatúráját, a Demokratikus Kambodzsát megteremtették. Uralmuk alatt nagyjából 3 millió embert öltek meg. A Norodom Szihanuk által kitalált kifejezésben a vörös a baloldaliságra, a khmer Kambodzsa domináns etnikai csoportjára utal.

## Kialakulása
A kambodzsai kommunisták 1960 szeptember végén tartották meg első pártkongresszusukat üres vasúti kocsikban Phnompenben. Ekkorra már öt éve folyt a párt szervezése. A kommunista értelmiségiek elsősorban tanárként, közíróként próbálták meg – modernizálást, demokratizálást hirdető – eszméikkel elérni a fiatalokat: magán- és állami iskolákban tanítottak, újságokat adtak ki.
A párt főtitkára 1963-ban Pol Pot lett. Nemsokára parasztfelkeléseket kezdett szervezni Szihanuk herceg rendszere ellen, 1968-tól pedig a Kambodzsai Forradalmi Hadsereg polgárháborúban küzdött a kormány csapatai ellen. Észak-Vietnám kommunistái természetesen támogatták Pol Potot, így a Forradalmi Hadsereg bekapcsolódott a vietnámi háborúba is. Az amerikai csapatok őket is támadták, holott hivatalosan velük nem is álltak háborúban.
1970-ben egy amerikai támogatású puccs során Szihanuk herceget eltávolították az állam éléről, Szihanuk ekkor nemzeti egységkormányt szervezett a Khmer részvételével és együtt folytatták a harcot. Az egységkormányban azonban a kommunisták átvették a hatalmat és 1975-ben, Saigon elestével, eldőlt Kambodzsa sorsa is, nemsokára a vörös khmerek hatalomra jutottak, és az országot átnevezték Demokratikus Kambodzsára. 1976-ban Szihanuk herceg lemondott az államfői tisztségről, nemsokára pedig beiktatták Pol Potot, mint az új kormány miniszterelnökét.
A vörös khmerek ideológiája nagyon nehezen határozható meg, de a maoizmushoz áll legközelebb, annak egy leszármazott ideológiája, ugyanakkor azt hirdették magukról a nagyvilág számára, hogy egy teljesen saját ideológiai rendszert követnek, ezt személyesen Ieng Sary nyilatkozta a Der Spiegel című német lapnak 1977-ben. Négyéves uralmuk alatt két fő céljuk volt: egyrészt, hogy a khmer etnikum vélt felsőbbrendűségét intézményesítsék az országban; másrészt, hogy alávessék Kambodzsát és Kambodzsa népeit korlátlan uralmuknak. E célok megvalósítása során 2 000 000 nem khmer etnikumú kambodzsait mészároltak le, miközben a gazdaság, melyet teljesen az állam alá rendeltek, összeomlott. Összesen legalább egymillió, valószínűleg inkább 2,5-3 millió ember haláláért felelős a vörös khmerek uralma. (A becslések eltérőek: a korabeli külföldi megfigyelők egymillió áldozatról beszéltek, a vietnámiak hárommillióról, a Yale Egyetem 1996-os kutatása 2 millióra teszi a halottak számát.) Az áldozatok többsége a járványok és az éhezés miatt vesztette életét, de több százezerre teszik a kivégzettek számát is. Céljuk egy önellátó kommunista agrártársadalom kialakítása volt, ebből a megfontolásból a városi lakosság és a buddhista szerzetesek nagy részét rizstermelő munkatáborokba telepítették vagy kivégezték, az infrastruktúrát és az ipart gyakorlatilag felszámolták. Hatalomra jutásukig szorosan együttműködtek a vietnámi kommunistákkal, ám utána a szovjetbarát vietnámi irányvonallal szemben Kína felé orientálódtak. Emögött elsősorban nem ideológiai megfontolások álltak, hanem a vietnámi befolyás megakadályozása volt a céljuk.
Rendszeresek voltak az életmódgyűlések, amelyeken kötelező volt a részvétel. Ezeket általában a párt egy régebbi harcosa vezette. A résztvevőknek be kellett számolniuk gyengeségeikről.
1979-ben uralmukat megdöntötték a megszálló vietnámi csapatok, akik egy új kommunista rendszert vezettek be. Pol Pot vidékre, a Thaifölddel határos Pailin környékére menekült, ahonnan folytatta gerillaháborúját a következő kambodzsai kormányok ellen. Uralmát a vietnámiak kambodzsai kivonulásáig Kína és közvetve Thaiföld is támogatta. A vörös khmerek azonban egyre inkább elszigetelődtek, ahogy a kambodzsai kormányok hatalma megszilárdult. Számuk teljesen elenyészővé vált, amikor sok csapat élt az 1995-ben ajánlott amnesztiával. Pol Pot 1998-as halálát követően 1999-ben az utolsó vörös khmerek is megadták magukat. A vörös khmer vezetők elleni perek napjainkban zajlanak. Öt vezetőt vádoltak meg, az első, Kaing Guek Eav 2009 februárjában állt bíróság elé. A széles körű felelősségre vonás elmaradt ott is.